# Utsuro-bune

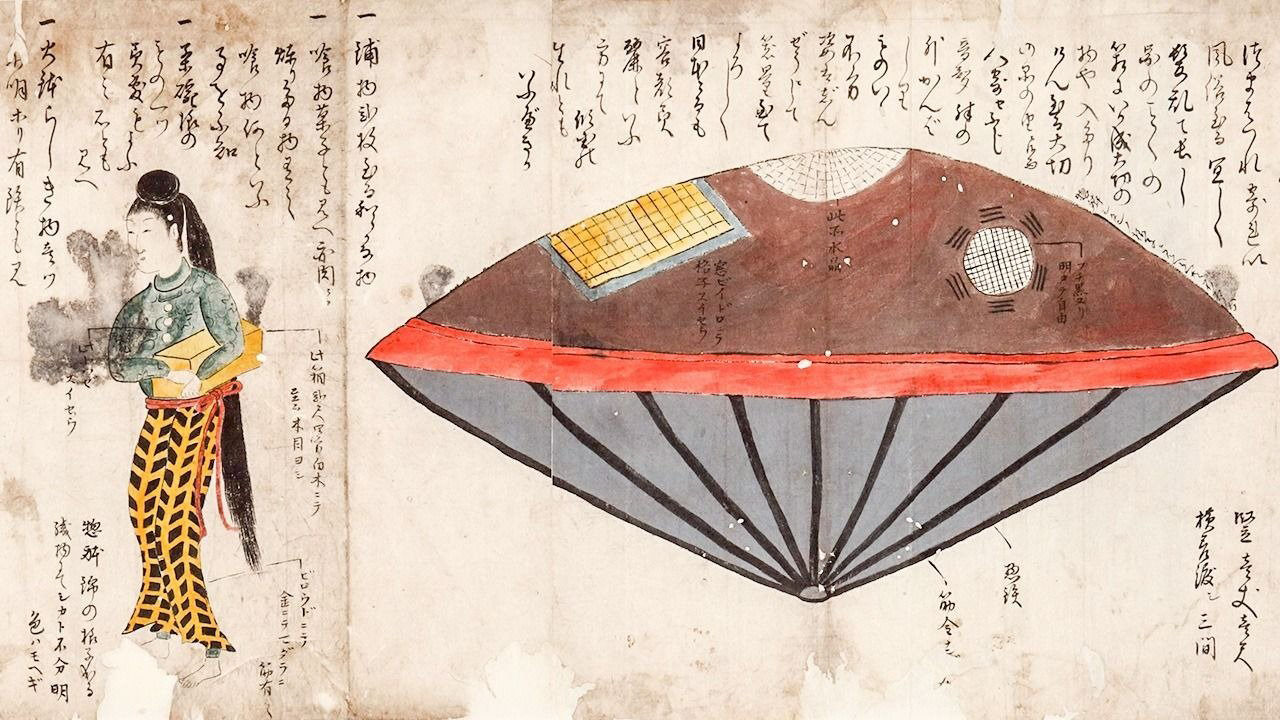
Utsuro-bune, opis zawarty w Hyōryūki-shū

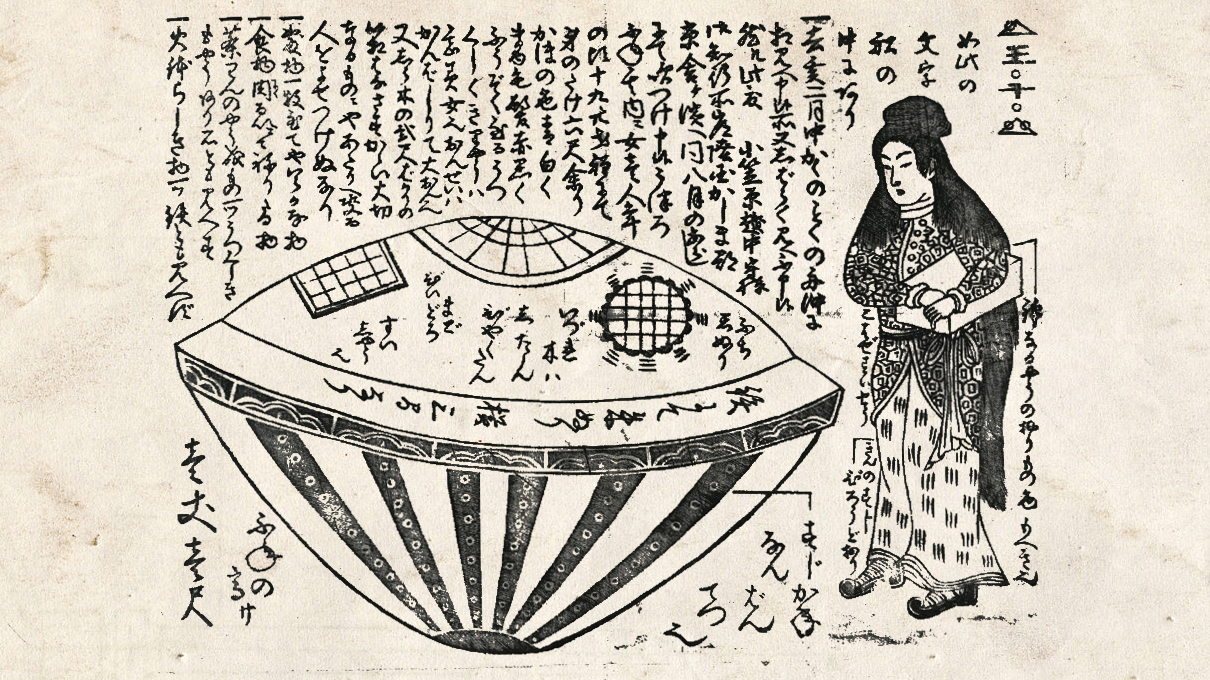
Matajirō Nagahashi, Utsuro-bune, rys. z Ume no chiri (1844)

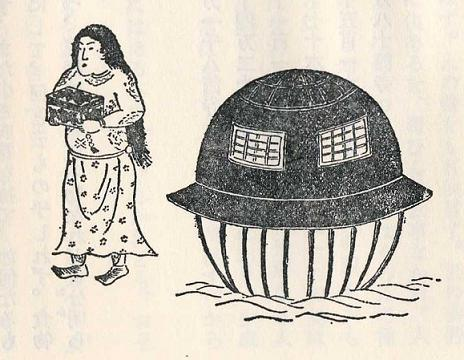
Bakin Kyokutei (1767–1848), Utsuro-bune i jego pasażerka z tajemniczą skrzyneczką (1825)

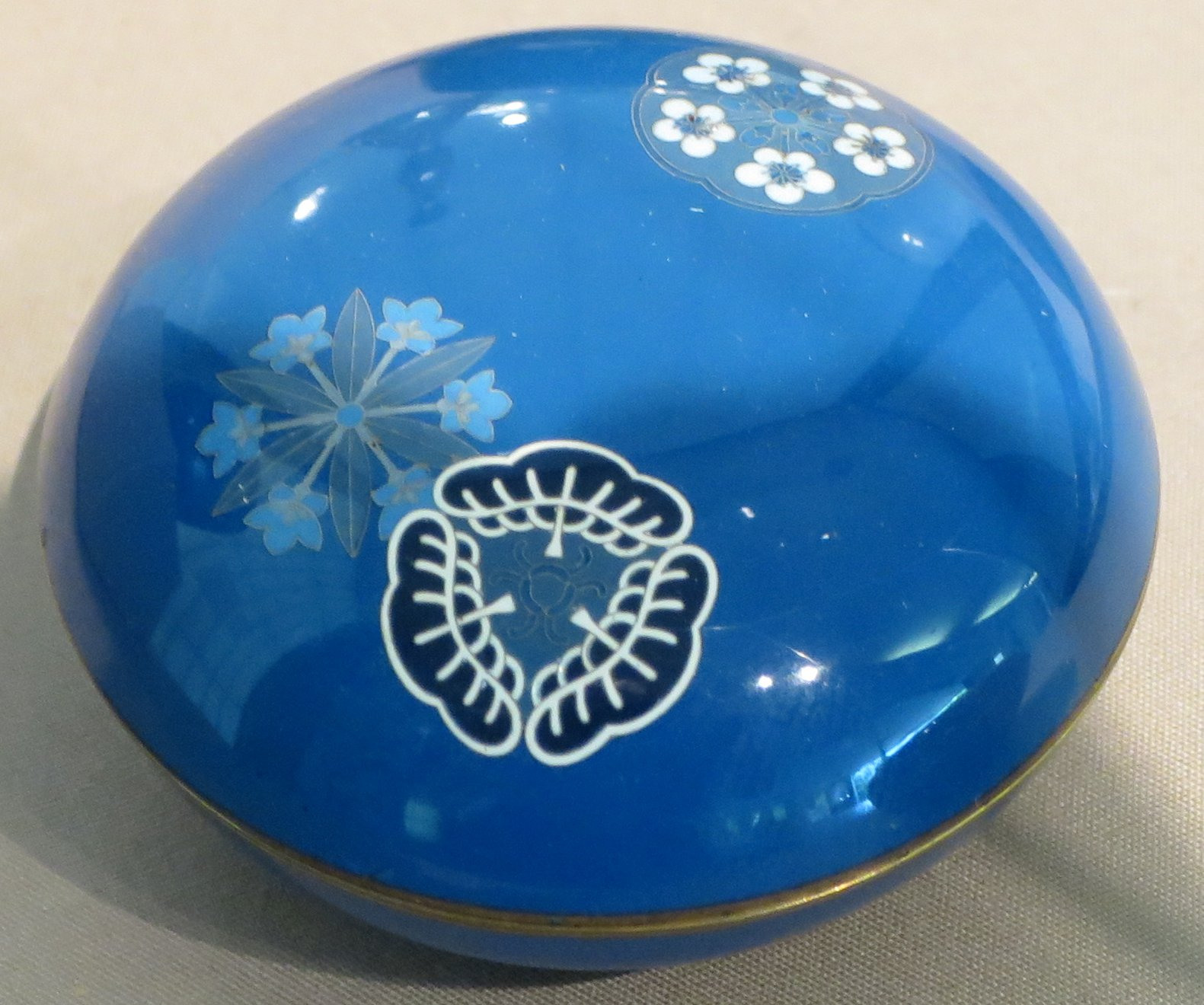
Yasuyuki Namikawa (1845–1927), Ozdobny pojemnik (kōgō) na kadzidełka (cloisonné)

Prowincja Hitachi – miejsce zdarzenia

Utsuro-bune (jap. 虚舟, うつろ舟 utsuro-bune / utsuro-fune; także: 空穂舟, うつぼ舟 utsubo-bune „pusty statek, łódź, piroga, łódź-dłubanka”) – niezidentyfikowany statek (łódź), który rzekomo wyrzuciły fale morskie Pacyfiku na wschodnie wybrzeże Japonii w 1803 roku. 

## Przebieg wydarzenia
W dniu 22 lutego (w innej wersji 24 marca) 1803 roku japońscy rybacy w ówczesnej prowincji Hitachi (ob. prefektura Ibaraki), na plaży o dzisiejszej nazwie Sharihama, rozciągającej się pomiędzy miastami Kamisu i Hasaki, zauważyli dziwną, okrągłą „łódź”, która dryfowała przy brzegu. Przyholowali ją do plaży i dokładnie obejrzeli. Nigdy wcześniej czegoś takiego nie widzieli. Obiekt wyglądał, jakby był wykonany z drewna, metalu i szkła, w kształcie pojemnika (kōgō) na zapachowe kadzidełka. Górna część, niby z palisandru, miała szklane (kryształowe) okna, a dolna była pokryta metalowymi płytami, zapewne w celu ochrony przed ostrymi krawędziami przybrzeżnych skał. Statek miał 3,30 m wysokości i 5,45 m średnicy.
Rybacy weszli do środka „statku”. Wewnątrz zobaczyli dziwne pismo i znaki wyryte na ścianach, niezwykłe tkaniny, które przyrównali do prześcieradeł lub dywanów, butelkę z płynem (prawdopodobnie z wodą; jej pojemność różni się w zależności od opisu) i pokarmy w rodzaju: ciasta, wyrabianego chleba i jakiegoś mięsa.
Zastali tam przede wszystkim pasażerkę, młodą (ok. 18–20 lat), piękną kobietę, która miała ok. 1,5 m wzrostu, rude brwi, rude włosy (ciemnoczerwone, czerwonawo brązowe) do ramion (w wersji Ume no chiri były one długie, czarne, błyszczące, opadające wzdłuż pleców jak pióra), które wyglądały tak, jakby jej naturalne włosy przepleciono długimi białymi paskami z futra lub dziwnej tkaniny. Miała cerę bladoróżową (lub w innej wersji – białą jak śnieg), białe zęby. Jej piękne ubranie było wykonane z nieznanej, trudnej do opisania tkaniny. W rękach trzymała dziwne, jasne (wykonane z wyblakłego materiału, jak ze „zwykłego, surowego drewna”) kwadratowe pudełko (szkatułkę) o długości ok. 60 cm. Kobieta nie pozwoliła nikomu go dotknąć, mimo usilnych próśb rybaków. Mówiła językiem niezrozumiałym dla rybaków i odmówiła ujawnienia zawartości pudełka, które posiadała, ale jej zachowanie (maniery) były właściwe. 
Rybacy doszli do wniosku, że kobieta była księżniczką z obcego kraju, wygnaną za romans z wieśniakiem. W pudełku mogła mieć głowę zmarłego kochanka i chroniła ją z tego powodu. Ostatecznie rybacy postanowili umieścić ją z powrotem na statku, wypchnąć na morze i zostawić na pastwę losu.

## Interpretacje wydarzenia
Istnieje kilka wersji interpretujących to wydarzenie. Główne punkty pokrywają się, różnice występują jedynie w szczegółach. Z biegiem lat pojawiły się sugestie, że rybacy napotkali kosmitę, a nie kobietę. Początkowo odrzucano możliwość, że mogło to być UFO, gdyż nie było w relacjach ani słowa o tym, że obiekt mógł latać. Brano jednak pod uwagę, iż mogło to być USO, czyli niezidentyfikowany obiekt podwodny.
Najbardziej przekonującym dowodem był sam statek. W tekstach opisujących ten incydent badacze porównali statek do miseczki do ryżu z pokrywką lub pojemnika na kadzidełka zapachowe. Metalowe płyty (pasy) i twarde, szklane okna były czymś, czego rybacy jeszcze nie widzieli. Pismo na statku zostało porównane do podobnych symboli znalezionych na kadłubach obiektów z Roswell w Nowym Meksyku w 1947 roku i incydentu w Rendlesham Forest, w hrabstwie Suffolk, we wschodniej Anglii w grudniu 1980 roku.
Pojawiały się także inne wyjaśnienia. Sugerowano, że kobieta była Rosjanką, która przybyła, aby przekonać Japończyków do wymiany handlowej. Incydent miał miejsce w okresie Edo, kiedy granice Japonii były zamknięte (sakoku) i kontrolowane, a kraj handlował tylko z Chinami i Holandią (Dejima). Ta izolacja mogłaby również wyjaśnić, dlaczego statek był tak nieznany rybakom.

## Urashima
Wydarzenie to jest kojarzone ze znaną legendą o Tarō Urashimie i księżniczce, córce władcy mórz Toyotama-hime-no-Mikoto, lepiej znanej jako Oto-hime. Młody rybak ocalił żółwia, którego postać – jak się okazało – przybrała księżniczka. Zabrała ona wybawcę do Smoczego Pałacu (Ryūgū-jō) na dnie oceanu. Była to siedziba jej ojca, władcy mórz, boga-smoka o imieniu Ryūjin, znanego również jako Owatatsumi-no-Mikoto.
Urashima został w podmorskim pałacu kilka dni (w innej wersji trzy lata), ale wkrótce zatęsknił za swoją wioską i starzejącą się matką. Poprosił więc księżniczkę o zgodę na powrót. Było jej przykro, ale życzyła mu dobrze i podarowała tajemnicze pudełko zwane tama-tebako (cenne pudełko, szkatułka, kaseta), które miało chronić go przed krzywdą, ale ostrzegła go, aby nigdy go nie otwierał.
Kiedy wrócił do domu, okazało się, że wszystko się zmieniło. Jego dom, matka i znajomi mu ludzie zniknęli. Okazało się, że minęło 300 lat od dnia, w którym udał się na dno morza. Zrozpaczony, w roztargnieniu otworzył pudełko od księżniczki. Wydostał się z niego biały dym. Urashima nagle się postarzał, a z morza doszedł go smutny głos Oto-hime: „Mówiłam ci, żebyś nie otwierał pudełka. W nim była twoja starość…”

## Źródła historyczne
Znane wersje tej legendy pochodzą z następujących tekstów:
- Toen shōsetsu (jap. 兎園小説)[b], dzieło Bakina Kyokutei (1767–1848) z 1825 roku. Obecnie znajduje się w bibliotece Uniwersytetu Tenri (天理大学附属天理図書館 Tenri Daigaku Fuzoku Tenri Toshokan, ang. nazwa oficjalna Tenri Central Library) w mieście Tenri, w prefekturze Nara. Jest to prywatna uczelnia należąca do wspólnoty religijnej Tenrikyō, utworzona w 1949 roku, w miejsce koedukacyjnej szkoły języków obcych, działającej od 1925 roku;
- Hyōryūki-shū (jap. 漂流紀集), zbiór z 1835 roku nieznanego autora, zawierający opisy czternastu przypadków obcych statków dryfujących i rozbitków u wybrzeży Japonii, w tym tekst z rysunkami nt. incydentu z UFO w okresie Edo. Własność prywatnej biblioteki Iwase Bunko Toshokan (岩瀬文庫図書館) w mieście Nishio. Biblioteka została ufundowana przez bogatego kupca Yasuke Iwase w 1908 roku;
- Ume no chiri (jap. 梅の塵), księga stworzona przez Matajirō Nagahashiego w 1844 roku.